# 布罗德曼44区
布罗德曼44区（英文：Brodmann area 44），简称BA44，是大脑皮质的额叶的一个细胞结构分区，布罗德曼分区系统中的第44区。它位于额叶的外侧部，前运动区之前，布罗德曼9区之下，布罗德曼45区之后。

## 结构
布罗德曼44区的上界为额下沟，前界为外侧沟的上升枝。BA44在深度上延伸到岛叶之界。该区域亦称为额下回的岛盖部。布罗德曼44区是额岛盖（Frontal operculum）的一部分。

## 功能
在人脑中，布罗德曼44区与45区一起组成布洛卡区，与语言处理有关；有数据表明BA44与语音的关系较其与语法的关系更为密切。有研究显示，该区域还与手部运动有关。